# Анго, Жан
Жан Анго (фр. Jean Ango; 1480/1481, Дьеп — 1551, Дьеп) — французский кораблевладелец. Находился в хороших отношениях с Франциском I. Помогал последнему снаряжать географические экспедиции. Некоторое время занимался организацией каперства. Первым описал использование табака для курения. Жан Кальвин обвинил его в том, что он является частью секты  иллюминатов .

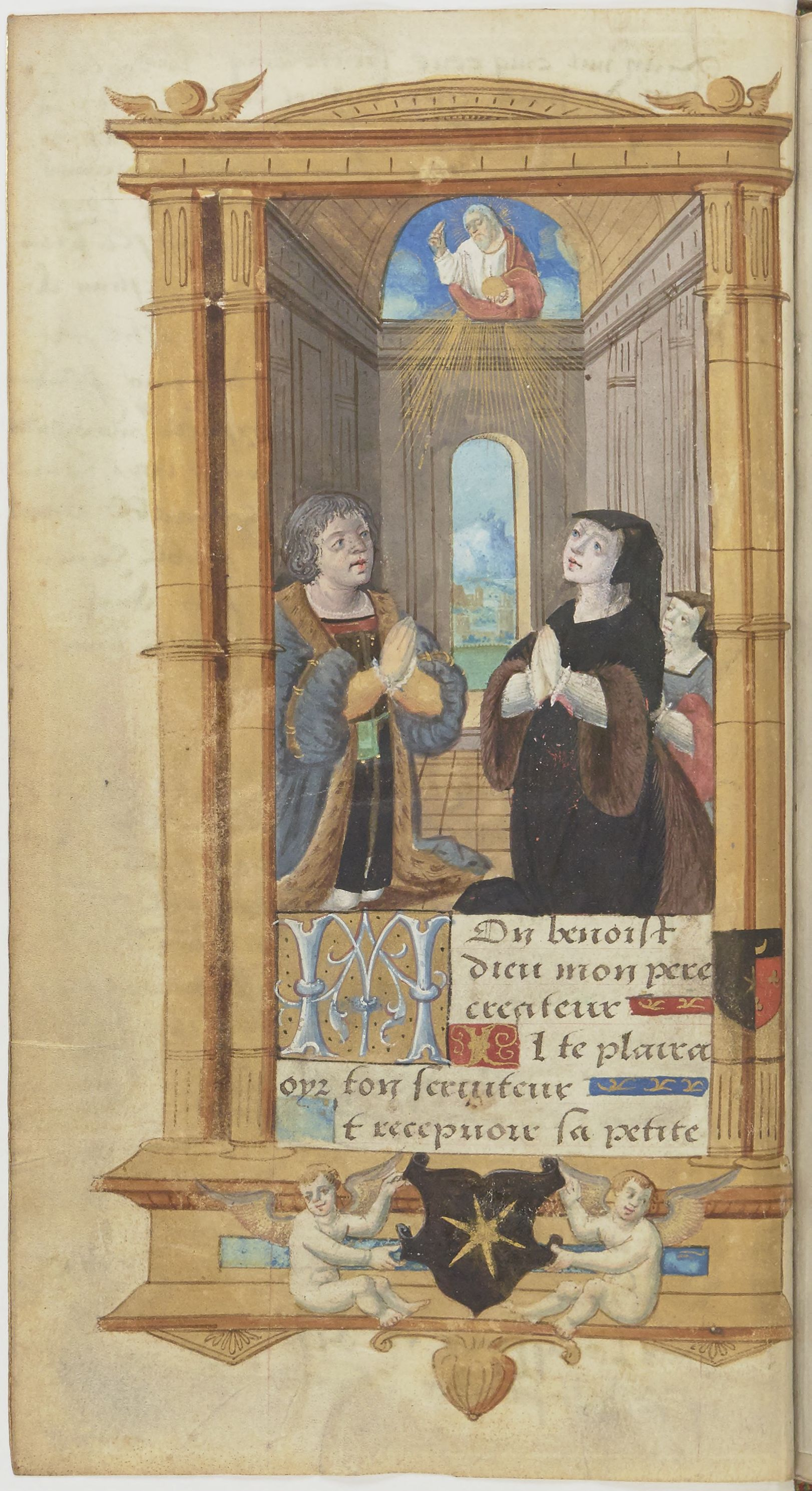
Жан Анго, его жена и дочь в молитве, миниатюра, около 1514-1515

## Биография

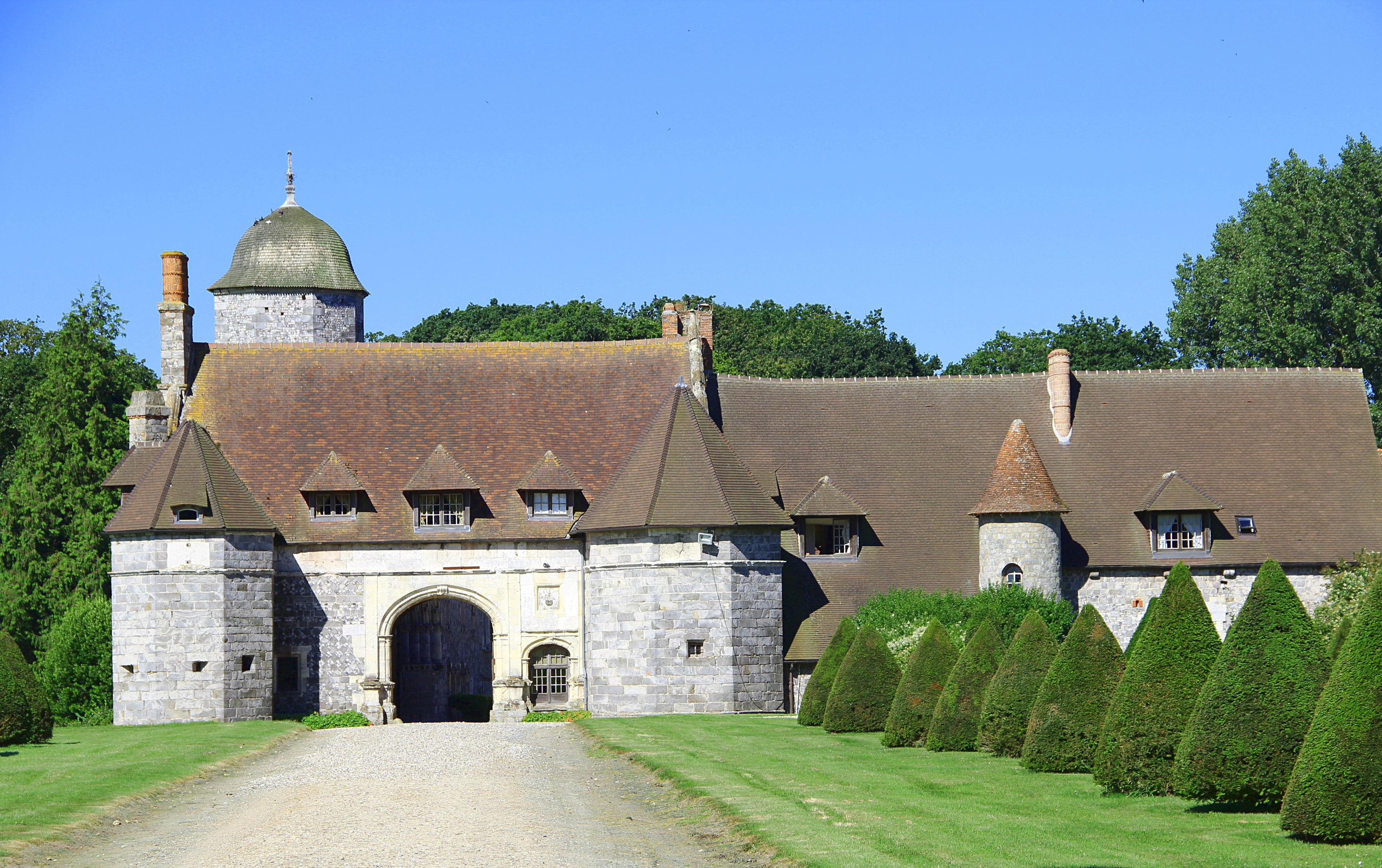
Усадьба Анго в Варанжвиль-сюр-Мер (1530-1544)

Родился в семье крупного руанского купца в Дьепе. Занялся торговлей пряностями.  После смерти отца (вероятно, в последние годы правления короля Людовика XII)  Жан Анго прекратил любое личное участие в торговых экспедициях и окончательно осел в Дьепе занимаясь преумножением  своего наследства. 
Благодаря своей смелости и предприимчивости очень быстро увеличил своё состояние и флот, который к моменту конфликта с Португалией включал около 70 судов. Анго был одним из первых французов, бросивших вызов монополии Испании и Португалии. Это было связано с несогласием с Тордесильясским договором. Так как этот  договор, хоть и был признан папой Юлием II, в 1506 году, через буллу «Ea Quae Pro Bono Pacis», он никогда не  признавался другими европейскими державами, из-за их исключения  притязаний на  завоевание и богатства Нового Света.   
В 1521 году он по милости короля стал виконтом Дьеппа. 
Начиная с 1522 года Анго приумножил свой капитал, после того как превратил свой флот из торгового в каперский. Это было связано с тем, что один из его капитанов Жан Флери успешно атаковал испанские корабли, которые везли золото из Нового света.  
В 1533 году после посещения Королем его поместья в Дьеппе был назначен Королем губернатором и капитаном военно-морских сил Дьеппа, крупнейшего морского порта государства.   
Однако в дальнейшем,неосмотрительно взяв на себя обязательства по финансированию военных компаний  Франциска I, Анго после  смерти своего покровителя - короля Франциска I, потерял былое влияние при дворе и стал жертвой своих соперников.  
В 1549 году был он заключен в тюрьму по обвинению в преступлениях связанных с неуплатой налогов при занятии пиратством. В итоге Анго разорился и скончался, по сути, будучи банкротом.

## Конфликт с португальской короной
Стремительный рост торговли Анго со странами Африки и Индией, ранее полностью находившейся в руках испанцев и португальцев, обеспокоил португальского короля Жуана III и тот отдал приказ уничтожать французские корабли. После потери корабля Жан Анго заручился поддержкой французского короля и включился в конфликт. Получив от короля 26 июля 1530 года каперскую лицензию, согласно которой он имел право атаковать любое португальское судно, встреченное в Атлантическом океане. Анго дестабилизировал деятельность португальского флота, а позже Анго начал требовать компенсации за утраченное судно, угрожая, что в противном случае заблокирует и захватит порт Лиссабона.Видя реальность угроз Анго, Хуан III был вынужден согласиться на выплату значительной контрибуции в обмен на отзыв каперской лицензии.  В итоге португальский король получил желаемое перемирие, а тщеславие Анго и его финансовые претензии были удовлетворены. 

## Экспедиции
Помог снарядить несколько географических экспедиций:
- Джованни да Верраццано в Америку, в результате которого была открыта река Гудзон, а также место, где позднее был основан Нью-Йорк;
- Тома Обера (фр. Thomas Auber), к Ньюфаундленду
- Экспедицию братьев Парментье, Жана и Рауля  , которые в 1529 году достигли побережья Суматры на двух кораблях  - Пенси и Сакре .

## Образ Жана Анго в культуре
- Является персонажем книги Зинаиды Шишовой «Путешествие в страну Офир».
- Его именем назван персонаж Жан Анго по прозвищу "Бандит Жан" в популярной манге и аниме, созданном на её основе, - One Piece.